# Blondefontaine
Blondefontaine é uma comuna francesa na região administrativa de Borgonha-Franco-Condado, no departamento de Alto Sona. Estende-se por uma área de 13,4 km². Em 2010 a comuna tinha 260 habitantes (densidade: 19,4 hab./km²).